# Marcellinus Comes
Marcellinus Comes (« le comte Marcellin »), mort peu après 534, est un chroniqueur romain de langue latine du VIe siècle, lié à l'empereur Justinien, qui règne de 527 à 565 sur l'Empire romain d'Orient en s'efforçant de reconquérir les territoires de l'Empire d'Occident, tombé depuis les années 470 aux mains de différents rois germaniques.

## Biographie
Il naît en Illyrie[réf. nécessaire], à une époque (la fin du Ve siècle) où l'Empire romain d'Occident vient de disparaitre (476). 
Chancelier de Justinien sous le règne de l'oncle de celui-ci, Justin Ier (de 518 à 527), il conserve sa faveur lorsque Justinien devient empereur.
Il est doté du titre de comes, qui en latin classique signifie « compagnon », mais a aussi un sens institutionnel, particulièrement important depuis l'époque de l'empereur Constantin au IVe siècle, évoluant vers le sens de « comte »
Marcellinus meurt en 534 ou peu après, sa chronique s'achevant cette année-là.

## LaChroniquede Marcellinus
Une seule de ses œuvres a survécu, une chronique qui se présente comme la continuation de celle d'Eusèbe de Césarée, précisément de la traduction latine qu'en a faite saint Jérôme, qui va jusqu'en 379).
La chronique de Marcellinus concerne donc la période de 379 à 534. Dans sa préface, il précise qu'il a d'abord traité la période 379-518 (140 ans), puis dans un second temps les seize années suivantes (519-534). 
Bien qu'écrite en latin, langue des populations illyriennes, cette chronique s'intéresse surtout aux affaires de l'Empire romain d'Orient ; les événements survenus dans l'Empire romain d'Occident, empruntés à Orose et à Gennade de Marseille, n'apparaissent que lorsqu'ils sont en relation avec ceux d'Orient. Ainsi la bataille des champs Catalauniques de 451 (victoire des Romains d'Aetius et des Wisigoths de Théodoric Ier Ier sur l'armée d'Attila), à laquelle les auteurs occidentaux comme Sidoine Apollinaire et Jordanès accordent une grande importance, n'y figure pas. 
La chronique contient en revanche des détails et des anecdotes sur la cour et la ville de Constantinople.
L'histoire ecclésiastique occupe une place importante. 
Certaines informations sont parfois incertaines.

## Autres ouvrages
Cassiodore, qui parle de cet auteur avec éloge dans son livre De institutione divinarum litterarum (XVII), mentionne deux autres de ses ouvrages, aujourd'hui perdus : 
- De temporum qualitatibus et positionibus locorum (« Des qualités des époques et des positions des lieux ») en quatre livres ;
- une description de Jérusalem et de Constantinople, en « quatre courts livres ».